# 三河Ghost
三河Ghost（／ Mikawa Gōsuto，1988年—）是日本輕小說作家和劇作家。前一份職業是市場研究，現在活躍於輕小說和遊戲劇本等領域中。

## 經歷
2011年，《Wizard & Warrior with Money》於第18回電擊小説大獎中獲得銀賞。

## 作品

### 小說
- 《Wizard & Warrior with Money》（KADOKAWA《電擊文庫》2012年2月－2013年2月，插畫：切符）

- 《祓魔學園的叛教者》（KADOKAWA《電擊文庫》2013年10月－連載中，插畫：ukyo_rst）

- 《不需要現代魔法的魔術師》（講談社《講談社輕小說文庫》2015年9月－連載中，插畫：Yoshi☆Wo，東立代理繁中版）

- 《逆轉召喚～全校被召喚到連隱藏設定我都瞭若指掌的異世界～》（集英社《Dash X文庫》2016年5月－連載中，插畫：Shirotaka，東立代理繁中版）

- 《想和地牢女孩開後宮！Level1冒險者零之英雄譚》（集英社《EARTH STAR NOVEL》2016年12月－當月完結（1卷），插畫：Fujishima）

- 《自稱F級的哥哥似乎要稱霸以遊戲分級的學園？》（KADOKAWA《MF文庫J》2017年4月－2022年2月，插畫：Nekometaru，台灣角川代理繁中版）

- 《歡迎來到自由和平的魔王之城！》（講談社《講談社輕小說文庫》2017年6月－連載中，插畫：睦茸）

- 《出租店JK犬見同學》（KADOKAWA《電擊文庫》2017年7月－2017年7月，插畫：Yumenoowari）

- 《理想的女兒是世界最強，你也願意寵愛嗎？》（KADOKAWA《MF文庫J》2018年8月－2020年1月，插畫：茨乃，台灣角川代理繁中版）

- 《朋友的妹妹只纏著我》（軟銀創意《GA文庫》2019年4月－連載中，插畫：Tomari，東立代理繁中版）

- 《學園都市OF THE DEAD》（LINE《LINE文庫Edge》2019年10月－連載中，插畫：Shidu，青文代理繁中版）

- 《義妹生活》（KADOKAWA《MF文庫J》2021年1月－連載中，插畫：Hiten，台灣角川代理繁中版）

- 《顔さえよければいい教室》（KADOKAWA《富士見Fantasia文庫》2022年6月－連載中）

- 《怪物中毒》（KADOKAWA《電擊文庫》2022年9月－連載中，插畫：美和野らぐ）

### 漫畫
- 《為了你，姐姐要把大家都殺掉〜Project Dia Horizon〜》（史克威爾艾尼克斯《Manga UP！》2018年2月－當月完結（2卷），插畫：木虎Kon）[3]

- 《失業賢者的出人頭地〜討人厭的才能是世界最強〜》（《Niconico靜畫》2020年6月－連載中，插畫：Oomine）[4]

### 遊戲劇本
- 《放課後Girls Tribe》（Ateam（英语：Ateam Inc.））

- 《八月的棒球甜心》（Akatsuki）

- 《Dia Horizon》（史克威爾艾尼克斯）

- 《獻給神明般的你》（CUBE）

## 外部連結
- 三河Ghost的X（前Twitter）